# 김하구
김하구는 보성전문학교 설립자의 손자인 이종호가 와세다 대학으로 유학을 보냈던 인물이다. 신채호에 이어 <권업신문>의 주필을 맡았다. 권업신문은 권업회의 기관지인데 연해주에서 발행되어 중국과 미주뿐만 아니라 멕시코까지 배급되었다. 조선에도 비밀리에 배포되어 배포자는 총독부의 일급체포대상에 오를정도였다.권업신뮤은 126호를 발행하고 강제폐간되었다.
김하구는 이동휘와 함께 고려공산당 상해파를 주도하는 인물중 한명이다.

## 참고 문헌
- 최백순, 조선공산당 평전, 50쪽